# McRae (Arkansas)
McRae – miasto w Stanach Zjednoczonych, w stanie Arkansas, w hrabstwie White.